# Kaliopi

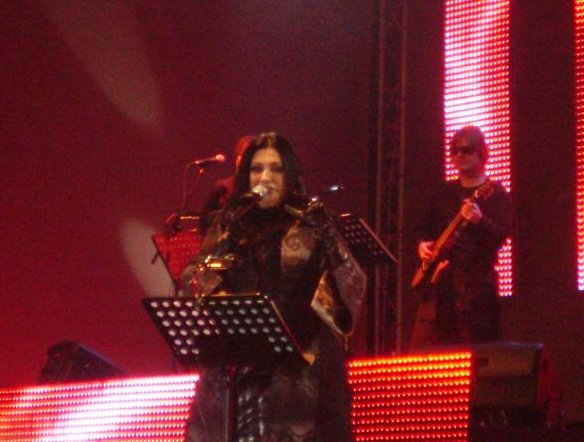
Kaliopi en concert

Kaliopi, de son nom de naissance Kaliopi Bukle, née le 28 décembre 1966 à Ohrid, est une chanteuse macédonienne.

## Biographie
Passionnée par la musique dès son plus jeune âge, elle participe en 1976 au Festival junior de musique de Macédoine avec la chanson "Tebe majka čeka", une reprise de la chanteuse croate Tereza Kesovija.
Elle est membre de la chorale Zapro Zaprov qui fera une tournée en Yougoslavie.
Kaliopi rejoint ensuite la classe de Marija Nikolovska, où elle étudie le chant solo pendant quatre ans et poursuit sa formation dans l'Académie de musique dans la classe de Blagoja Nikolovski en 1984.
Elle participe à plusieurs concours musicaux pendant 10 ans.
En 1996, Kaliopi représente son pays au Concours Eurovision de la chanson 1996 à Oslo.
Janvier 2001, Kaliopi a officiellement annoncé un prochain album en collaboration avec le producteur, arrangeur et compositeur Darko Dimitrov.
En 2005, elle a fait partie des candidats à la sélection nationale pour l'Eurovision, mais n'étant pas d'accord avec le règlement de la compétition, elle a préféré se retirer.
En 2006, Kaliopi organise un concert pour ses 30 ans de carrière à Skopje.
En 2009, Kaliopi a de nouveau tenté sa chance à la sélection macédonienne à l'Eurovision, mais sans succès.
Elle représente son pays au Concours Eurovision de la chanson 2012, à Bakou, en Azerbaïdjan, avec la chanson Crno i belo. Elle parvient à se qualifier pour la finale, où elle termine à la treizième place.
Quatre ans plus tard, elle est à nouveau sélectionnée pour représenter la Macédoine du Nord au Concours Eurovision de la chanson 2016, qui se déroulera à Stockholm, en Suède mais n'est pas qualifiée pour la finale, le 14 mai.

## Discographie

### Albums
- 1986 – Kaliopi
- 1987 – Rodjeni
- 1999 – Oboi Me
- 2001 – Ako Denot Mi E Nok
- 2002 – Najmila – Live and Unreleased
- 2003 – Ne Mi Go Zemaj Vremeto
- 2005 – Me, Isadora
- 2007 – The Best Of
- 2008 – Zelim Ti Reci
- 2009 – Oblivion (with Edin Karamazov)
- 2010 – Poraka
- 2012 – Melem

### Singles
- Tomi – 1984
- Nemoj da me budis – 1984
- Leo – 1985
- Leto e avantura – 1985
- Ostani vo mene – 1986
- Bato – 1987
- Emanuel – 1987
- Samo Ti – 1996
- Ne Placi – 1998
- Ne Zaboravaj – 1998
- Oboi Me – 1999
- Daj da Pijam – 2000
- Ako denot mi e nok – 2001
- Na Pat do Makedonija – 2001
- Dali me sakas – 2001
- Za samo eden den – 2002
- Najmila – 2002
- Zasluzena Zemja – 2002
- Ne Mi Go Zemaj Vremeto – 2003
- Za Kogo Postojam – 2003
- Smeh – 2004
- Toa Sum Jas – 2004
- Purpurni Dozdovi (duet with Vasil Zafirchev) – 2004
- Bel Den (duet with Esma) – 2004
- Koga prokleto ti trebam – 2005
- 1000 Bozji Cvetovi – 2006
- Silna/Silna (Remix) – 2006
- Zivotot e Jabe – 2006
- New Day (duet with Garo Junior) – 2006
- Grev – 2007
- Probudi Me – 2007
- Melankolija (duet with Massimo Savic) – 2007
- Spring in my mind – 2007
- Crne Ruze – 2008
- Reci Mi – 2008
- Za Tebe Čuvam Sebe – 2008
- Ljubi – 2008
- Zelim ti Reci – 2009
- Rum Dum Dum (duet with Naum Petreski) – 2009
- Ljubičice – 2009
- Meni je ime/Moeto Ime – 2009
- Srekja i taga – 2009
- Nevinost – 2009
- Zasekogas/Zauvijek – 2010
- Kazi, kazi libe Stano (duet with Rade Serbedzija) - 2010
- Ne sum kako ti/Ja nisam kao ti - 2010
- Ti - 2010
- Crno i Belo - Concours Eurovision de la chanson 2012
- Vučica - 2012
- Melem - 2012
- Mrvica - 2013
- Lokomotiva - 2013
- Mojot dom - 2015
- Poželi - 2015
- Jutro - 2015